# 環境昆虫学
環境昆虫学（かんきょうこんちゅうがく、en:Environmental Entomology）は、昆虫が環境の変化にどう適応しているのか、生物地理・進化・生態・行動などから考察し理解を深める学問であり、昆虫学の一分野。昆虫生態学にしばしば含まれる。

## 概要
生態系の多様性がある地球において、昆虫が生息環境の他の植物とどのように相互作用を持ち、度重なる環境の変化にどのように適応しているのかについて、生物地理学・進化学・生態学・行動などを活用し理解を深める学問。しばしば、昆虫生態学および応用昆虫学に含まれる。